# 尤里·利相斯基

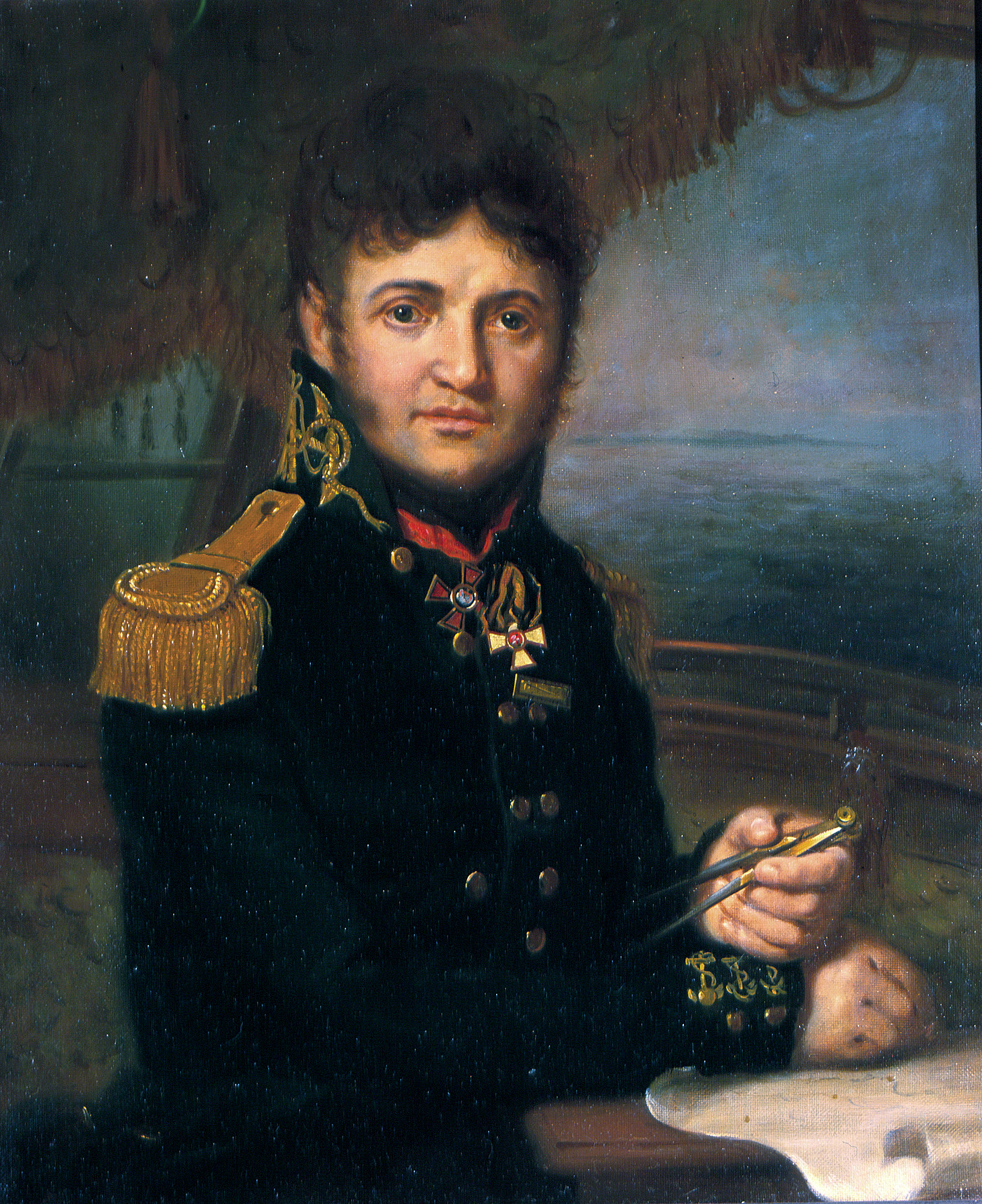
尤里·利相斯基

尤里·费奥多罗维奇·利相斯基（烏克蘭語：Юрій Федорович Лисянський，1773年8月13日—1837年3月6日），俄罗斯海军将领、探险家，乌克兰人。
出生在涅任的一个东正教牧师家庭，为一哥萨克家庭后裔。1786年毕业于海军候补军团，参加俄罗斯-瑞典战争。1790年至1793年，在波罗的海舰队服役。
1803年至1806年期间，利相斯基作为俄美公司贸易帆船Neva号的指挥官，参加俄罗斯历史上第一次环球旅行。